# Élection pontificale de 1144
L'élection pontificale de 1143 se déroule le 9 mars 1144, juste après la mort du pape Célestin II et aboutit à  l'élection du cardinal Gherardo Caccianemici dal Orso qui devient le pape Lucius II.

## Sources
- (en) Cet article est partiellement ou en totalité issu de l’article de Wikipédia en anglais intitulé « Papal election, 1144 » (voir la liste des auteurs).
- (en) Sede Vacante de 1144 - Université de Nothridge - État de Californie - John Paul Adams - 14 novembre 2013